# Джамаат Катаиб аль-Хоул
Катаиб аль-Хуль (ошибочно называемая Катаиб аль-Хоул; до 2009 — Вилаят Ирыстон (Иристон), до 2006 — Осетинский сектор (джамаат) Кавказского фронта ВС ЧРИ) — Диверсионно-террористическая группа, которая располагалась на территории РСО-Алании и связанная с многочисленными нападениями на местные и федеральные силы безопасности в РСО-Алания. Ее существование в республике, которая в основном исповедует православие, привело к отрицанию официальными лицами того факта, что в Осетии существовала исламистская повстанческая группировка, и вместо этого они возложили ответственность за нападения на Ингушский Джамаат (Вилаят Галгайче).
Осетинский джамаат, тесно связанный с сепаратистским конфликтом в соседней Чечне, был основан Аланом Дигорским, более известным как амир Саад. О его существовании впервые заговорили в мае 2005 года, когда Абдул-Халим Садулаев создал Кавказский фронт с Осетинским сектором в его составе. Позже, после усиления мятежей в некоторых районах Северной Осетии, была создана группировка "Катаиб аль-Хоул". Группировка объявила, что сражалась за независимость Чечни и была включена в состав осетинского сектора Кавказского фронта по указу тогдашнего президента Ичкерии Абдул-Халима. С момента провозглашения "Имарата Кавказ" в 2007 году "Катаиб аль-Хоул" преследовала цели, схожие с целями других исламских националистических повстанческих группировок в регионе, поскольку стремилась положить конец российскому контролю над Северной Осетией и создать Осетинский эмират со столицей во Владикавказе, который будет переименован в Джихадкау (ирон.-осет. Джихадхъӕу; диг.-осет. Джихадгъæу), что в переводе с осетинского буквально переводится как "Город джихада". Несмотря на то, что группа действовала исключительно против российских войск в Северной Осетии, в марте 2008 года в заявлении, в котором она взяла на себя ответственность за убийство начальника Управления по борьбе с организованной преступностью Северной Осетии Марка Мецаева, группировка заявила, что "проводит детальный анализ ситуации и планирует операции" в Южной Осетии, но в итоге ничего не вышло.
12 мая 2009 года амир Имарата Кавказ Докка Умаров опубликовал омру, в котором Вилаят Ирыстон был распущен и включен в состав Вилаята Галгайче. Хотя Докка Умаров не объяснил причин своего решения, некоторые предполагают, что причина заключалась в том, что после убийства мэра Владикавказа Виталия Караева деятельность вилаята на несколько месяцев прекратилась. Это, вероятно, послужило основанием для того, чтобы Докка Умаров распустил вилаят. Сейчас ячейки организации находятся в спящем состоянии.

## Алан Дигорский
Алан Дигорский или амир Саад Дигорский – Осетинский террорист дигорского происхождения, первый амир джамаата Катаиб аль-Хоул.
После роспуска Вилаята Ирыстон про него нет никакой информации. Предположительно скрывается в Турции.

## Теракты

### Хронология
Источники:
3 октября 2005 года Катаиб аль-Хоул взял на себя ответственность за нападение вблизи села Карджин, в ходе которого члены Джамаата обстреляли два автомобиля с чеченскими сторонниками, направлявшимися в Нальчик, ранив нескольких сторонников.13 декабря 2005 года Катаиб аль-Хоул взял на себя ответственность за теракт в пригороде Владикавказа, в ходе которого члены Джамаата из гранатометов обстреляли подстанцию, питающую электроэнергией несколько военных объектов. В результате обстрела подстанция все еще могла работать, но была повреждена.
2 февраля 2006 года Катаиб аль-Хоул взял на себя ответственность за взрывы в феврале 2006 года в казино и игорных клубах в центре Владикавказа, столицы Северной Осетии, в результате которых погибли 2 человека и еще 24 получили ранения, и которые привели к закрытию всех игорных заведений. клубы и казино в республике.
17 февраля 2006 года Катаиб аль-Хоул взял на себя ответственность за нападение в районе села Сунжа, в ходе которого члены Джамаата устроили засаду на группу североосетинского ОМОНа, применив автоматическое оружие и гранатометы. По данным Джамаата, несколько бойцов ОМОНа были убиты и ранены.
6 марта 2006 года Катаиб аль-Хоул взял на себя ответственность за теракт в городе Моздок, в ходе которого члены джамаата обстреляли из автоматического оружия автомобиль с российскими лоялистами, по данным джамаата, двое из них были убиты на месте, а один был тяжело ранен.
9 марта 2006 года, В поселке Спутник под Владикавказом на территории мотострелкового полка сгорели 11 боевых машин пехоты, принадлежащих воинской части. По официальной версии, причиной стало короткое замыкание. Боевики сообщили, что это произошло в результате нападения, в ходе которого члены джамаата, предположительно одетые в российскую военную форму, заложили взрывные устройства в ящик с оборудованием.
9 апреля 2006 года Катаиб аль-Хоул взял на себя ответственность за операцию против наркоторговцев в Пригородном районе, в ходе которой члены джамаата захватили пятерых наркоторговцев, которые позже были освобождены.
13 апреля 2006 года Катаиб аль-Хоул взял на себя ответственность за теракт во Владикавказе, в ходе которого члены джамаата застрелили сотрудника Министерства внутренних дел Осетии и ранили водителя инкассатора.
20 апреля 2006 года во Владикавказе автоматчик застрелил Бимболата Дзуцева, атамана Аланского Терского казачьего войска, который в 1992 году, во время осетино-ингушского конфликта, командовал осетинским ополчением.
19 июля 2006 года Катаиб аль-Хоул взял на себя ответственность за нападение в районе села Майское, в ходе которого члены джамаата застрелили сотрудника Министерства внутренних дел Ингушетии и ранили еще одного.
22 июля 2006 года Катаиб аль-Хоул заявил, что захватил во Владикавказе сотрудника спецназа Министерства внутренних дел Чечни, который был казнен несколько дней спустя.24 июля 2006 года Катаиб аль-Хоул взял на себя ответственность за нападение в селе Карца, в ходе которого в ходе боя между членами Джамаата и североосетинскими подразделениями ФСБ и РУБОПА один сотрудник сил безопасности был убит, а двое других ранены.
27 июля 2006 года, Катаиб аль-Хоул взял на себя ответственность за нападение в селе Карца, в результате которого один внештатный сотрудник североосетинского спецназа был убит, а другой ранен.
31 июля 2006 года Катаиб аль-Хоул взял на себя ответственность за нападение вблизи села Майское, в ходе которого члены джамаата обстреляли автомобиль с сотрудниками Министерства внутренних дел Ингушетии, ранив трех сотрудников.
6 сентября 2006 года на границе Северной Осетии и Ингушетии был взорван бронетранспортер, следовавший в составе колонны. Четверо солдат были убиты, пятеро ранены. "Джамаат" взял на себя ответственность за взрыв и заявил, что также планирует воздушные атаки.
11 сентября 2006 года вертолет Ми-8 с высшими чинами 58-й армии разбился на окраине Владикавказа, погибли 15 российских военнослужащих. Боевики утверждали, что амир Саад лично сбил вертолет из ПЗРК. Официальные власти опровергли версию о нападении боевиков.
11 августа 2007 года Катаиб аль-Хоул взял на себя ответственность за теракт в городе Моздок, в ходе которого во время боя с сотрудниками североосетинского УФСБ были убиты два сотрудника ФСБ и еще один был ранен.
21 октября 2007 года Вилаят Иристон взял на себя ответственность за диверсионную операцию с использованием взрывного устройства, в ходе которой был убит сотрудник североосетинского ОМОНа.
12 декабря 2007 года Вилаят Иристон взял на себя ответственность за убийство двух наркоторговцев в Москве.30 декабря 2007 года, Вилаят Иристон взял на себя ответственность за убийство Эльбруса Маргиева во Владикавказе.
7 марта 2008 года в центре Владикавказа боевиками, входившими в эту группировку, был убит начальник Управления по борьбе с организованной преступностью Северной Осетии Марк Мецаев.
1 октября 2008 года Вилаят Иристон взял на себя ответственность за убийство начальника уголовного розыска Северной Осетии вместе с его сыном во Владикавказе.
26 ноября 2008 года мэр Владикавказа Виталий Караев был убит боевиками, входившими в группировку

### Комментарии
1. ↑  диг.-осет. Уилайадæ Иристон, ирон.-осет. Уылайад Ирыстон